# Вайнгартнер, Ханс
Ханс Вайнгартнер (нем. Hans Weingartner) — австрийский кинорежиссёр и продюсер.

## Биография
Родился 2 ноября 1977 года в городе Фельдкирх, Австрия.
Работал нейрохирургом в Берлине. Он также учился, чтобы быть помощником оператора. Позже он изучал кино в Кёльнском университете СМИ.
Стал известен благодаря своим фильмам «Белый шум» (2001) и «Воспитатели» (2004). Фильм Воспитатели вышел в прокат более чем в 50 странах, и его посмотрели около 1,5 млн зрителей.
Фильмы Вайнгартнера являются малобюджетными и работа над ними ведётся небольшой съёмочной командой.

## Фильмография

### Полнометражные фильмы
- 2001 — Белый шум (нем. Das weisse Rauschen)
- 2004 — Воспитатели (нем. Die fetten Jahre sind vorbei)
- 2007 — Прочисть мозги (нем. Free Rainer – Dein Fernseher lügt)
- 2011 — Сумма всех моих частей (нем. Die Summe meiner einzelnen Teile)
- 2017 — Романтики «303» (нем. 303)

### Короткометражные фильмы
- 1993 — J-Cam
- 1995 — Der Dreifachstecker
- 1999 — Франк (нем. Frank)
- 2009 — Gefährder (эпизод киноальманаха Германия 09)